# Президент Нигера
Президент Нигера — глава Республики Нигер, избираемый на пятилетний срок всенародно по системе двух туров. Первым президентом после получения страной независимости от Франции в 1960 стал премьер-министр страны Амани Диори, избранный Национальной ассамблеей Нигера. Первые президенты Нигера избирались при фактической однопартийности и были единственными кандидатами на выборах. Только конституция 1992 года разрешила неполную многопартийность.

## История должности
В колониальный период истории, после захвата Францией, Нигер назывался Военная территория Зиндер (сформирована в 1900 году и находился в составе колонии Верхний Сенегал и Нигер). Территория управлялась комиссаром из военной администрации, в задачу которого входило «умиротворение» местного населения. В 1922 году, после образования самостоятельной колонии Нигер, владением управлял Лейтенант-губернатор, назначаемый министром заморских территорий и подчиняющийся генерал-губернатору Французской Западной Африки. В 1958 году Нигер получил автономию, а исполнительная власть перешла верховному комиссару, находящемуся в Дакаре, при этом премьер-министр автономии избирался Национальным собранием.
3 августа 1960 года Нигер получил независимость, а 8 ноября Национальным собранием была принята конституция (Первая Республика). По этой конституции президент избирался всенародно сроком на пять лет. Первый президент Нигера, в порядке исключения, был выбран Национальным собранием. Хотя по конституции разрешалось создание политических партий, фактически в стране утвердилась однопартийная система. После произошедшего 15 апреля 1974 года военного переворота президент был арестован, Национальное собрание, Верховный суд и правящая партия распущены. Власть перешла к Высшему военному совету, главой государства стал его председатель. Он же являлся главой правительства. Действие конституции было приостановлено, декреты Председателя Высшего военного совета имели силу законов.
Принятая на референдуме 24 сентября 1989 года новая конституция (Вторая Республика). Она предоставляла президенту широкие полномочия и предусматривала однопартийность. Вторая республика просуществовала недолго. Недовольство населения и оппозиции, вылившееся в массовые демонстрации вынудили создать новую конституцию. Принятая на всеобщем референдуме 26 декабря 1992 года конституция (Третья Республика) впервые гарантировала многопартийность. Главой исполнительной власти являлся президент, избираемый в двух турах каждые пять лет и переизбераемый не более одного раза. Конституция 1992 года была отменена в ходе военного переворота, приведшего к власти Ибрагима Баре Маинассару. 12 мая 1996 года прошёл референдум по конституции Четвёртой Республики. Президенту предоставлялись чрезвычайно широкие полномочия. Военный переворот 1999 года отменил эту конституцию, в переходный период главой государства был Председатель Совета национального переустройства.
Конституция 18 июля 1999 года (Пятая Республика) в основном повторяла Конституцию 1992 года, предоставляя исполнительную власть президенту, избираемому на пять лет не более двух сроков. Премьер-министр назначался президентом. В 2009 году президент Танджа Мамаду инициировал конституционный референдум. Изменения превращали государство в президентскую республику, предоставляя президенту очень широкие полномочия, и снимали ограничения на количество переизбраний. Несмотря на протесты оппозиции, изменения были приняты (Шестая Республика). После того, как конституционный суд объявил референдум нелегитимным, он был распущен президентом, вызвав конституционный кризис. Обострённая ситуация в стране привела к военному перевороту, в ходе которого президент был арестован, а к власти пришёл Высший совет по восстановлению демократии, с председателем в качестве главы государства.

## Президент Нигера
Нынешняя конституция Нигера (Седьмая Республика) была принята референдумом 31 октября 2010 года. Согласно ей, «президент республики является главой государства. Он олицетворяет единство нации. Президент республики находится выше политических партий. Он является гарантом национальной независимости, национального единства, территориальной целостности, соблюдения Конституции, международных договоров и соглашений. Он обеспечивает нормальное функционирование государственных структур.»
«Президент Республики избирается на основе всеобщего, свободного, прямого, равного и тайного голосования сроком на пять лет, возобновляемый один раз. Ни в коем случае, ни один человек может обслуживать более двух президентских сроков или продлить срок действия мандата по любой причине.» Президентом может избраться любой гражданин «национального происхождения» любого пола, достигший 35 лет на день подачи заявления. Назначением голосования, подсчётом голосов и оглашением результатов занимается Конституционный суд. Выборы проходят в два тура. Первый тур назначается не ранее, чем за 40 и не позже, чем за 30 дней до истечения полномочий действующего президента. Избранным объявляется кандидат, набравший абсолютное большинство голосов (50 %) в первом туре. Если ни один кандидат не набирает абсолютного большинства, двое лидирующих кандидатов участвуют во втором туре выборов, который проходит не позднее, чем через 21 день. Мандат нового президента вступает в силу с даты истечения срока предшественника. В случае невозможности исполнять свои обязанности, функции президента республики временно исполняет Президент Национального собрания.